# Ludwig Spannuth-Bodenstedt

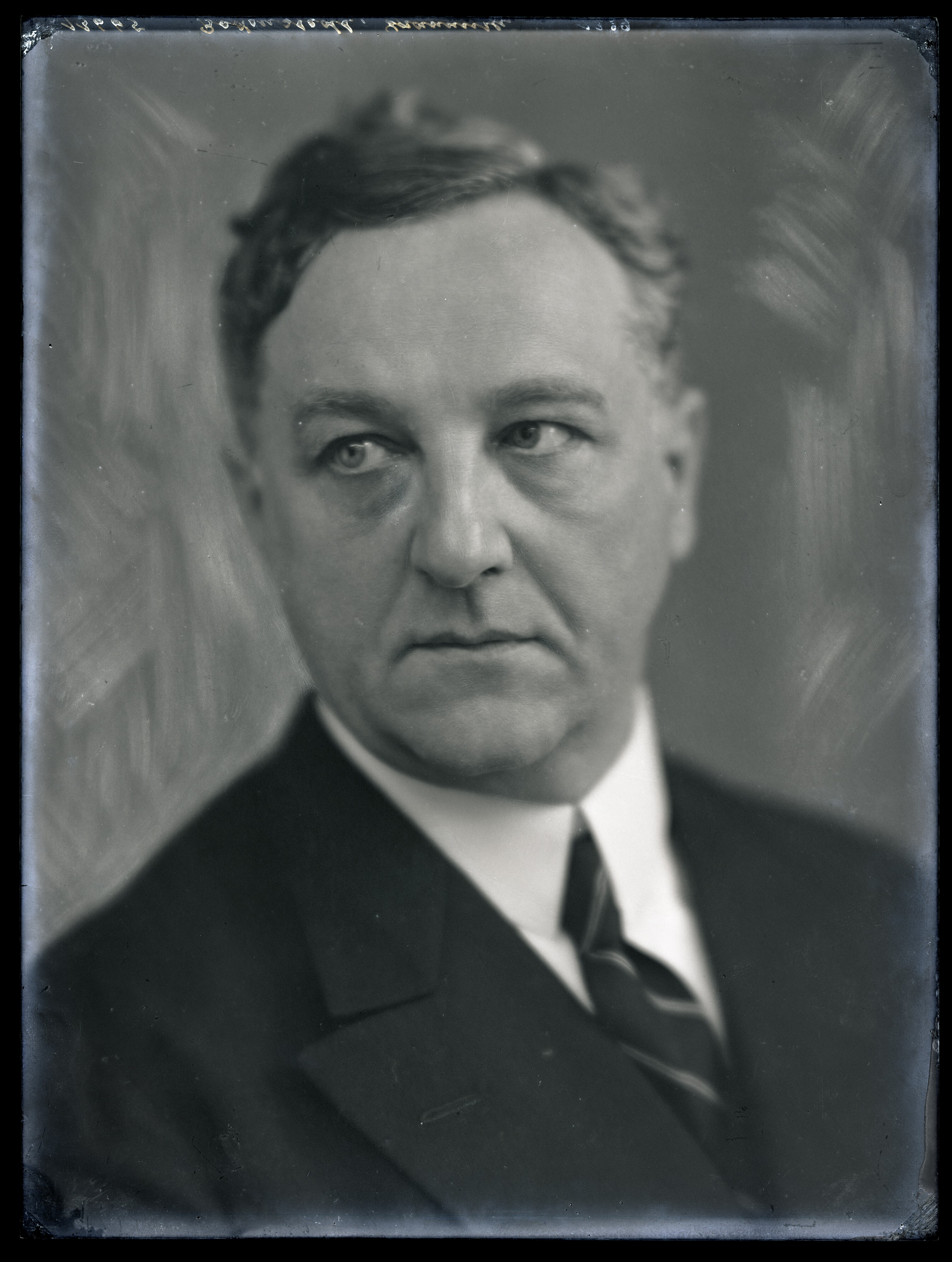
Ludwig Spannuth-Bodenstedt, um 1927

Ludwig Spannuth-Bodenstedt (* 7. Juli 1880 in Kalk; † 15. August 1930 in Cottbus) war ein deutscher Intendant und Bühnenautor. Er arbeitete auch unter dem Pseudonym Paul Herford.
Spannuth-Bodenstedt war in der Saison 1912/1913 am Stadttheater in Schaffhausen und 1924 als Direktor des Theaters Würzburg tätig, zudem am Stadttheater Hanau. Von 1925 bis 1927 war er Direktor des Stralsunder Theaters, ab 1927 des Stadttheaters in Cottbus, wo er 1930 starb.

## Werke
- Dezemberstürme, Drama (1898)
- Draußen im Leben, Schauspiel (1902)
- Das träumende Land, Schauspiel (1905)
- Die süsse Rache (1908)
- Im wunderschönen Monat Mai (1912)
- Die Frühlingsfee, Singspiel in 3 Akten, Aufführung Stadttheater Bamberg am 10. November 1923 (33. Vorstellung)
- Pums und Schlums fliegen um die Welt (postum, 1933)